# 省エネルギーの日
省エネルギーの日（しょうエネルギーのひ）とは、日本で省エネルギー・省資源の普及啓蒙に努めるための記念日。
1980年（昭和55年）3月25日に省エネルギー・省資源対策推進会議が制定。毎月1日。これは、従来省エネルギー月間の初日（2月1日）を省エネルギーの日としていたものを拡大したことによる。